# Балади Белеріанда
Балади Белеріанда (англ. The Lays of Beleriand) — третій том 12-томної «Історії Середзем'я» Крістофера Толкіна, у якій він аналізує невидані рукописи свого батька — Дж. Р. Р. Толкіна.

## Зміст
Книга містить довгі «балади», або поеми, написані Толкіном:
- «Пісня про дітей Гуріна» — довга поема на основі саги про Турина Турамбара написана білим віршем (вірш без рими); не була закінчена. Існують дві версії.
- «Пісня про Лейтіан» (також звана «Звільнення від уз») — довга поема про Берена і Лейтіан складена римованими куплетами; не була закінчена. Існують дві версії.
- «Втеча Нолдолі з Валінора» — короткий вірш про Вихід Нолдор, написаний білим віршем; була закинута незабаром після початку роботи.
- «Балада про Еарендел» — короткий вірш про Еаренділа Мореплавця і його мандрах, написаний білим віршем; була закинута незабаром після початку роботи.
- «Балада про падіння Гондоліна» — короткий вірш про Падіння Гондоліна, написаний білим віршем; була закинута незабаром після початку роботи.

Перші версії довгих балад хронологічно відносяться до найдавніших робіт Толкіна, викладених у «Книзі втрачених сказань», однак пізніша версія «Пісні про Лейтіан» відноситься до того ж часу, що і написання «Володаря перснів».

## Значення напису на першій сторінці
На першій сторінці кожного тому «Історії Середзем'я» можна бачити напис рунами Феанора (Тенгвар — алфавіт, що придуманий Толкіном для Високих ельфів), написаний Крістофером Толкіном, що коротко пояснює зміст книги. У «Баладах Белеріанда» напис свідчить:
 У першій частині цієї книги наведена «Пісня про дітей Гуріна», що написав Джон Рональд Руел Толкін, в якій частково розповідається сказання про Турина. У другій частині наведено «Пісня про Лейтіан», що розповідає про пригоди Берена і Лейтіан аж до зустрічі Берена з Кархаротом біля воріт Ангбанда. 